# Ledebouria somaliensis
Ledebouria somaliensis là một loài thực vật có hoa trong họ Măng tây. Loài này được (Baker) Stedje & Thulin mô tả khoa học đầu tiên năm 1996.